# Cicimora sicildia
Cicimora sicildia är en insektsart som beskrevs av Alexander Fyodorovich Emeljanov 1998. Cicimora sicildia ingår i släktet Cicimora och familjen Caliscelidae.
Artens utbredningsområde är Vietnam. Inga underarter finns listade i Catalogue of Life.